# Cleistanthus vestitus
Cleistanthus vestitus är en emblikaväxtart som beskrevs av Eugene Jablonszky. Cleistanthus vestitus ingår i släktet Cleistanthus och familjen emblikaväxter. Inga underarter finns listade i Catalogue of Life.